# Bulbul d'Everett
El bulbul d'Everett (Hypsipetes everetti) és una espècie d'ocell de la família dels picnonòtids (Pycnonotidae). És endèmic de les Filipines. Els seus hàbitats principals són els boscos tropicals i subtropicals de frondoses humits de les terres baixes i les àrees forestals fortament degradades. El seu estat de conservació es considera de risc mínim.

## Taxonomia
Segons la llista mundial d'ocells del Congrés Ornitològic Internacional (versió 13.2, juliol 2023) el bulbul d'Everett presenta dues subespècies: (H.e. everetti i haynaldi). Tanmateix, per al Handook of the Birds of the World i la quarta versió de la BirdLife International Checklist of the birds of the world (Desembre 2019), la subespècie haynaldi, de les illes Sulu, al sud-oest de les Filipines, es considera una espècie separada:
- bulbul de les Sulu (Hypsipetes haynaldi).